# Agile Warrior F-111X
Agile Warrior F-111X est un jeu vidéo de simulation, publié en 1996 sur console PlayStation et Microsoft Windows. Il est développé par Black Ops, et édité par Virgin Interactive.

## Système de jeu
Le joueur prend contrôle du F-111X, l'avion de chasse le plus techniquement avancé de l'histoire militaire, conçu pour détruire tout forme de résistance issue des terres, des mers et dans le ciel. Depuis le cockpit, le joueur doit mettre hors d'état de nuire des terroristes qui ont menacé le pays. Avec assez de puissance pour annihiler un pays, le F-111X est l'avion de chasse ultime. 
Le jeu comprend six missions en mode solo, et un mode multijoueur jusqu'à deux joueurs. Toujours en mode solo, le joueur éradique tanks, MiG, avions cargo, et même des personnes à la surface. Les armes varient et incluent notamment de missile à tête chercheuse et napalm.

## Accueil
Le jeu n'est pas si bien accueilli par la presse spécialisée. IGN attribue à la version Microsoft Windows du jeu une note de 2 sur 10 expliquant qu'« il possède un bon moteur graphique, et aime le montrer. Ces grosses explosions sont vraiment cool, en particulier quand c'est pour terrasser un avion ennemi. Ce n'est qu'une partie immergée du jeu, cependant. En général, Agile Warrior est plus frustrant que divertissant. » Sur cette même version, GameSpot attribue une note de 4,4 sur 10 expliquant que le jeu ne possède aucun « gameplay excitant », des « missions pas si attrayantes », et des « graphismes pas au top. »